# Juliusz Ellert
Juliusz Alojzy Ellert (ur. 1866, zm. 16 listopada 1925) – polski duchowny katolicki, proboszcz kościoła akademickiego św. Jana w Wilnie, kanonik honorowy kapituły wileńskiej.

## Życiorys
Jego przodkowie przybyli do Białegostoku z Alzacji lub Lotaryngii. Juliusz Ellert studiował w Akademii Duchownej w Petersburgu, gdzie uzyskał stopień kandydata teologii; uzupełniał studia w Monachium.
Po przyjęciu święceń kapłańskich pracował wiele lat w Grodnie, gdzie był kapelanem i pierwszym wykładowcą języka polskiego w gimnazjach oraz dziekanem fary.
Był w gronie założycieli Rzymskokatolickiego Towarzystwa Dobroczynności w Grodnie. Władze rosyjskie widziały w nim kandydata na biskupa w Saratowie. Później w Wilnie był proboszczem kościoła św. Jana w Wilnie, został przyjęty w poczet kanoników kapituły wileńskiej. Został pochowany na Rossie wileńskiej.